# Castelletto Stura
Castelletto Stura je italská obec v provincii Cuneo v oblasti Piemont.
K 31. prosinci 2010 zde žilo 1 341 obyvatel.

## Sousední obce
Centallo, Cuneo, Montanera, Morozzo